# Bois du Grand Séminaire
Le bois du Grand Séminaire est une forêt située en Haute-Loire, en région Auvergne-Rhône-Alpes.

## Situation
Le site se situe sur la commune du Puy-en-Velay, à l’arrière du rocher Corneille.

## Histoire
La ville demande le classement en 1910 car elle craint que le Grand Séminaire et ses dépendances ne soient transformés en hospice. Il englobe les traces d'un ancien jardin religieux, notamment avec de statues, murets de soutènement à moitié détruits, etc.

## Description
Elle dispose d'une belle couronne de feuillus, bien visible depuis le rocher Saint-Michel ainsi qu'une allée plantée de grands arbres, un verger attenant, et s’arrête à la route qui borde le cimetière en contrebas. Il figure comme zone boisée au document d’urbanisme.
Le bois du Grand Séminaire est classé au titre des sites classés par arrêté du 20 juin 1910 avec une superficie de 2,63 ha.